# 奧武島 (名護市)
26°38′21″N 128°01′58″E / 26.63917°N 128.03278°E
奧武島（日语：／ Ō-jima、琉球語：／ ），是沖繩縣名護市所屬的一個無人島。位於名護市街區西北約8公里處，在沖繩島與屋我地島之間的位置。
面積0.25平方公里，中央部位有沖繩縣道110號線（真喜屋交差點）自此通過，連接沖繩島與屋我地島的屋我地大橋也在其上方經過。道路沿岸有許多墓地，但無人居住。這是因為此島被琉球人認為是死者之島，除了掃墓以外禁止渡海上島。

## 外部連結
- 名護市奧武島 （页面存档备份，存于）